# Киселёв, Валентин Геннадиевич
Валенти́н Генна́диевич Киселёв (род. 21 января 1970, Тула) — советский и российский футболист, нападающий. Мастер спорта России.

## Карьера
Воспитанник тульского футбола. В тульском «Арсенале» дебютировал в возрасте 17 лет. Во время службы в советской армии выступал за ЦСКА-2. Провёл 17 матчей (3 гола) в российской высшей лиге за столичный «Локомотив». Также играл за новомосковский «Дон», рязанский «Спартак» и «Энергетик» из Уреня.
В преддверии первого российского чемпионата Валентин Киселёв был продан «Арсеналом» московскому «Локомотиву» за 50 тысяч рублей. Еженедельник «Футбол», иронизируя над суммой трансфера, написал, что на такие деньги туляки смогут купить разве что кухонный комбайн для своей базы.

## Достижения
- Победитель Западной зоны Второй лиги: 1997